# Jan Tomášek
Jan Tomášek (7. března 1892 Úpice – 27. července 1964 Tanvald) byl český malíř, restaurátor a scénický výtvarník.
Studoval nejprve na Vysoké škole uměleckoprůmyslové (UMPRUM) a poté soukromá studia u akad. mal. Ferdinanda Engelmüllera a akad. mal. Václava Jansy. Věnoval se krajinomalbě, ale také restaurátorství fresek a obrazů starých mistrů. Restauroval například fresky ve Strahovském klášteře nebo v chrámu sv. Jakuba Většího v Praze. Ve 30. letech 20. století působil jako scénograf v Osvobozeném divadle Jiřího Voskovce a Jana Wericha.

## Práce v Osvobozeném divadle

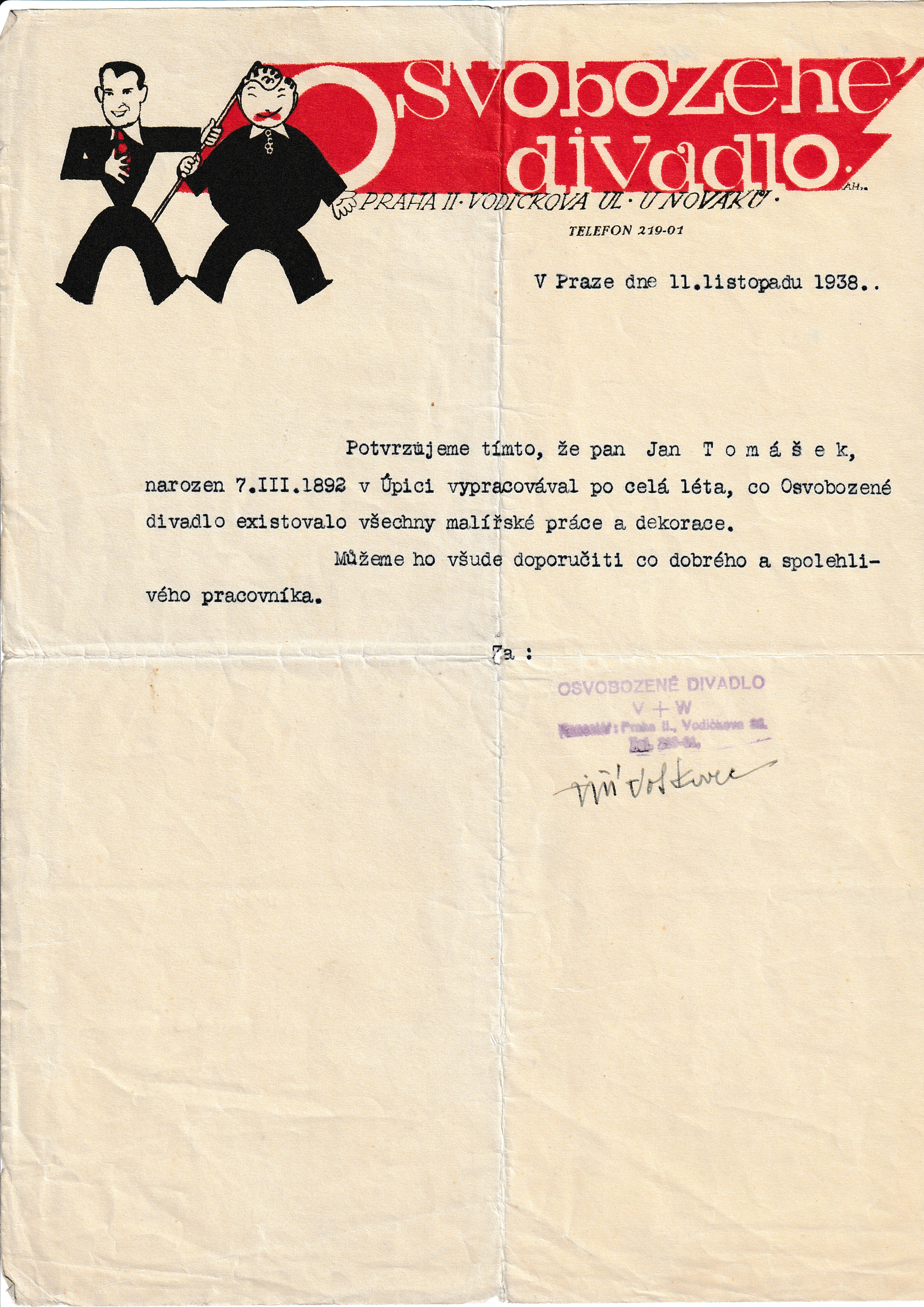
Doporučení pro Jana Tomáška od Jiřího Voskovce

Spoluředitel divadla Jiří Voskovec doporučil před odchodem do emigrace v listopadu 1938 Jana Tomáška jako: "Dobrého a spolehlivého pracovníka". S Osvobozeným divadlem začal Jan Tomášek spolupracovat od samotných začátků při realizaci divadelní hry Vest pocket revue (roku 1927). Ve spolupráci se svým "sousedem" z domu ve Spálené ulici Adolfem Hoffmeisterem se podílel také na výpravě a dekoracích např. her Ostrov Dynamit, Sever proti Jihu, Golem, Caesar, Osel a stín, Slaměný klobouk, Kat a blázen, , Balada z hadrů, Nebe na zemi, Těžká Barbora, a dalších. K divadelní hře Rub a líc (1936) vytvořil "Eso Osvobozeného divadla".

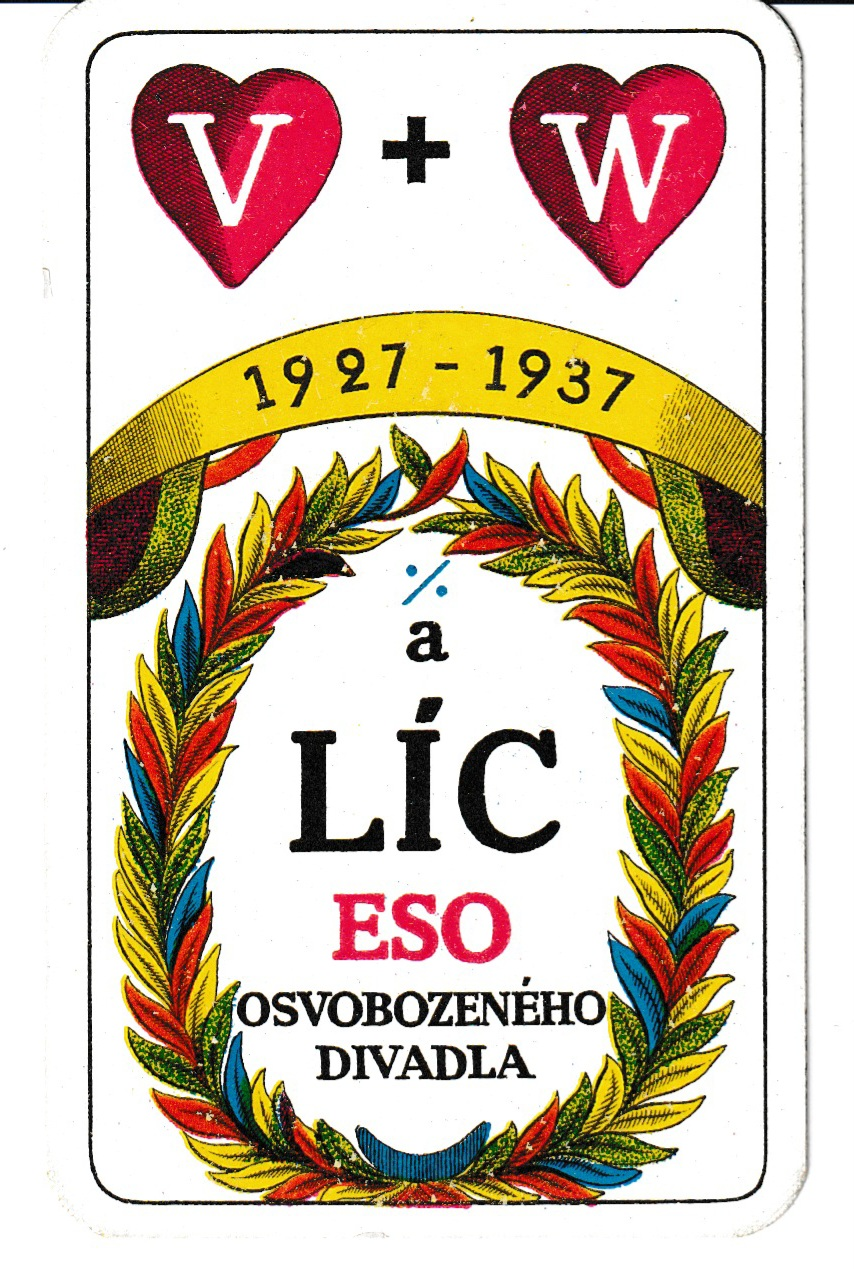
Eso Osvobozeného divadla (Jan Tomášek, 1937)